# USS New Orleans (LPH-11)
Pour les autres navires du même nom, voir USS New Orleans.
L'USS New Orleans (LPH-11) est un navire d'assaut amphibie de classe Iwo Jima construit pour l'United States Navy dans les années 1960. 
Il est mis sur cale au Philadelphia Naval Shipyard de la ville du même nom, dans l'État de Pennsylvanie (États-Unis), le 1er mars 1966. Il est lancé le 3 février 1968, parrainé par Mme Arthur A. De la Houssaye, et admis au service actif le 16 novembre 1968, sous le commandement du captain G. M. Even. Le LPH-11 est le quatrième navire de l'US Navy à porter le nom de la célèbre bataille de la guerre anglo-américaine de 1812.

## Années 1960 et 1970

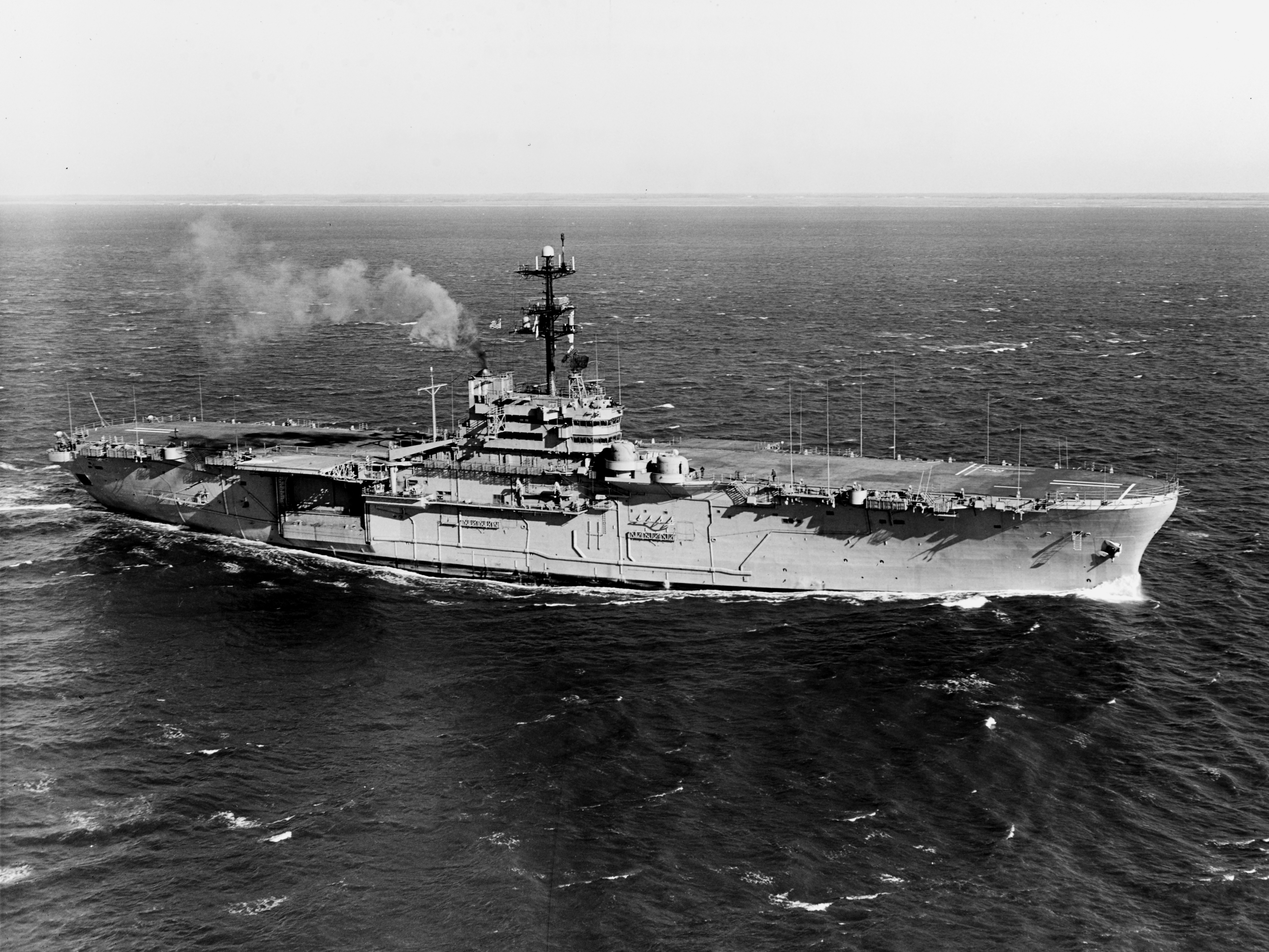
L'USS New Orleans pendant ses essais dans la baie de la Delaware le 12 décembre 1968.

Sa première mission opérationnelle a lieu en août 1969 lorsqu'il rallie l'Extrême-Orient en tant que navire-amiral de l'Amphibious Ready Group (ARG) "Bravo". Il embarqua un escadron d'hélicoptères et une unité de Marines pour pouvoir intervenir rapidement. En octobre 1969, il participa à l'opération Keystone Cardinal, le rapatriement de la 3e brigade de la 82e division aéroportée aux États-Unis. Son premier déploiement s'achève à la fin du mois de mars 1970. Après avoir participé à cinq exercices amphibies en mer de Chine méridionale au cours duquel il visita les ports de Hong Kong, Manille, Subic Bay, Okinawa et Taipei, il fit route vers San Diego. 
En août 1970, le New Orleans servit de navire-amiral pour la 1re flotte, embarquant également le président Richard Nixon pour la visite de ce dernier à Puerto Vallarta, au Mexique. À la fin de 1970, il commença à se préparer à la récupération de l'Apollo 14. Le 9 février 1971, à l'aide d'un hélicoptère du bord, il récupère la capsule de la huitième mission Apollo lancée le 31 janvier, embarquant les astronautes Alan Shepard, Stuart Roosa et Edgar Mitchell à 900 milles (1 450 km) au sud des Samoa américaines. 
En mai 1971, le porte-hélicoptères quitte San Diego pour son deuxième déploiement dans le Pacifique occidental, multipliant les exercices mais ne participant à aucune opération au Viêt Nam. Ce second déploiement s'acheva en novembre 1971. 
Après une période d'entretien, le New Orleans appareille de San Diego le 17 juillet 1972 pour un troisième déploiement en Extrême-Orient en tant que navire-amiral du « PhibRon Three » (Amphibious Squadron Three) puis ultérieurement comme navire-amiral de l'Amphibious Ready Group Alfa (Task Force 76). Aux Philippines, il participa ainsi à une opération humanitaire à la suite d'importantes inondations.  
Au début du mois de février 1973, le porte-hélicoptère fut à nouveau engagé au Vietnam dans le cadre de l'opération End Sweep, le déminage des ports nord-vietnamiens bloqués par des mines depuis le printemps 1972 afin d'asphyxier l'économie nord-vietnamienne. Le New Orleans va servir de navire de commandement de la Task Force 78 jusqu'au 17 avril 1973. 
Il participa ensuite au soutien de plusieurs opérations aérospatiales, notamment Skylab 3 le 25 septembre 1973 et Skylab 4 le 8 février 1974. Le 17 juillet 1975, un de ses hélicoptères récupère les astronautes Thomas Stafford, Deke Slayton et Vance Brand lors de la mission américano-soviétique Apollo-Soyouz.

## Années 1980
En 1980, le navire est déployé plusieurs mois dans l'océan Indien dans le cadre de la crise des otages en Iran et notamment de l'intervention ratée en avril 1980 (opération Eagle Claw) même si le porte-hélicoptères n'eut aucun rôle directe dans cette désastreuse opération.  

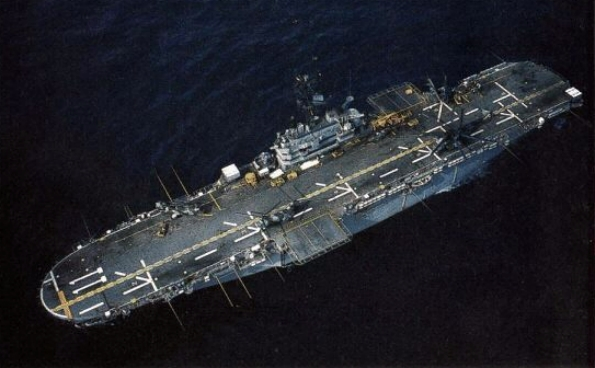
Vue du pont d'envol du porte-hélicoptère (années 1980).

Après un grand carénage au Puget Sound Naval Shipyard en 1981, le porte-hélicoptères enchaîne les exercices en 1982-1983 : RIMPAC 82, WESTPAC 83, l'exercice Kernel Usher '83 -1 et l'opération Team Spirit 83. De mai à décembre 1984, le New Orleans est déployé dans l'océan Indien et l'Extrême-Orient, effectuant huit exercices amphibies. Il s’agissait notamment du premier navire américain à débarquer des troupes sur l’île d’Iwo Jima depuis la Seconde Guerre mondiale ainsi que des troupes à Inchon depuis la guerre de Corée. 
Lors d'un exercice WESTPAC en 1986, il fut mis en alerte durant les élections aux Philippines et la même année, il servit de bâtiment de soutien à la visite du président Reagan à Bali, en Indonésie. 
En 1988/89, il effectua son treizième déploiement en Extrême-Orient, participant à quatre exercices amphibies, dont Cobra Gold 88, Valiant Usher 89-1 et Valiant Blitz 89-1. Il participa également aux célébrations du bicentenaire australien en 1988.  
En 1989, il se rend à Mazatlán, au Mexique, puis à Seattle pour la « Seattle Sea Fair ». La même année, il dirigea également une opération de secours humanitaire à Cabo San Lucas (Mexique). 

## Années 1990

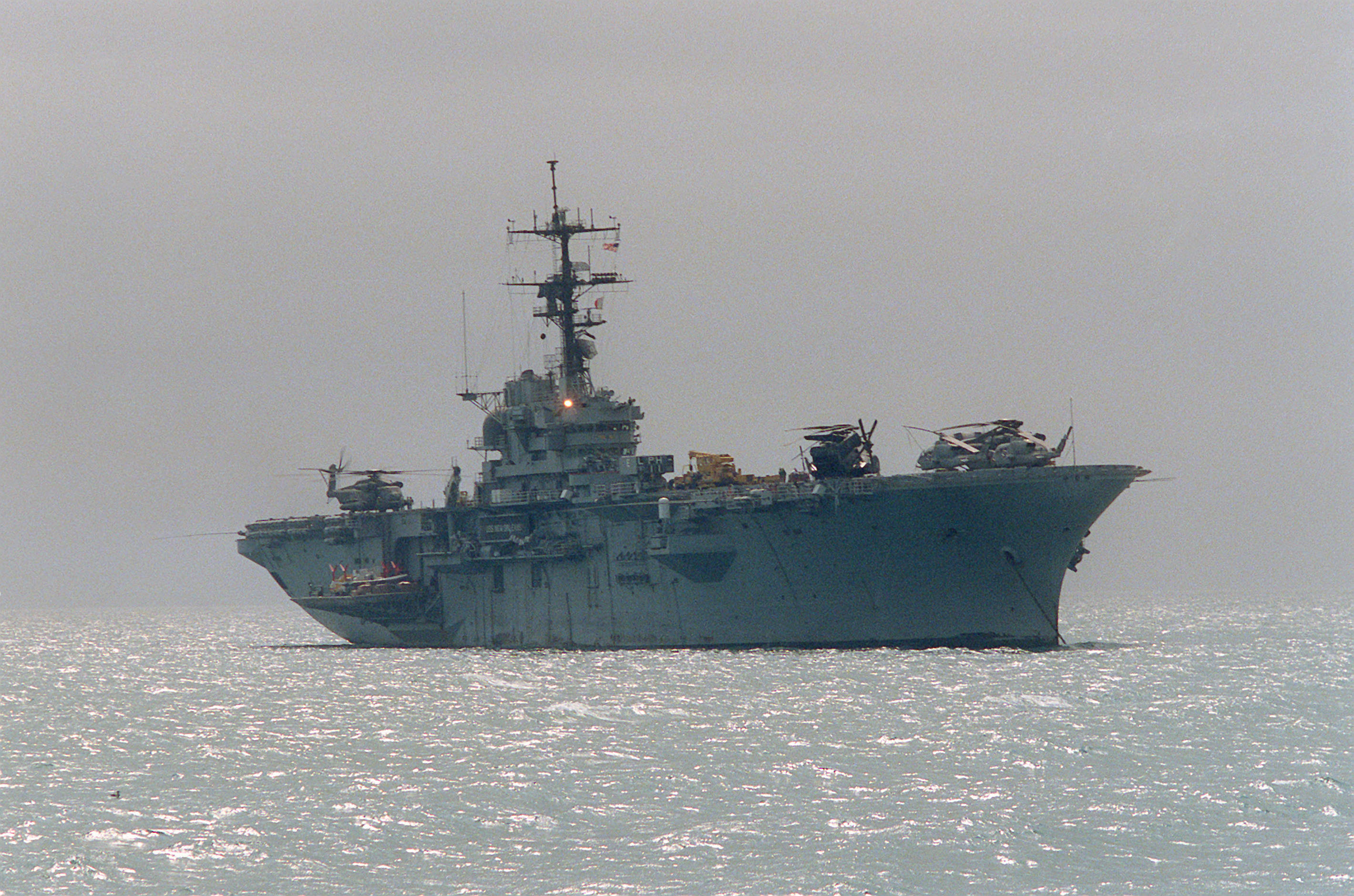
L'USS New Orleans à l'ancrage pendant la guerre du Golfe (1 février 1991).

Après une période de maintenance, l'USS New Orleans appareille pour le Moyen-Orient afin de participer aux opérations Desert Shield, Desert Storm et Desert Saber. Il y est déployé du 1er décembre 1990 au 28 août 1991, intégré au sein de la Task Force 156.  
Après un grand carénage de novembre 1991 à avril 1992 à San Diego, le New Orleans anima en octobre 1992 les festivités de la Fleet Week '92 à San Francisco. En septembre 1993, il participa à son quinzième déploiement WESTPAC dans le cadre de l'exercice Valiant Usher '93 et était membre du groupe Amphibious Ready qui opéra en Extrême-Orient et dans l'océan Indien à partir de novembre 1993, participant notamment à l'opération Restore Hope à Mogadiscio, en Somalie.  
En novembre 1994, le porte-hélicoptère devint une vedette de cinéma, jouant le rôle de l'Iwo Jima dans le cadre du film Apollo 13. le LPH-11 accueillit ainsi le réalisateur Ron Howard et les acteurs Tom Hanks (Jim Lovell) Kevin Bacon (Jack Swigert) et Bill Paxton (Fred Haise). 
Avant son désarmement, le New Orleans va encore effectuer deux déploiements en Extrême-Orient et dans l'océan Indien, le premier de juin à décembre 1995 et le second de janvier à mai 1997, participant notamment à l'exercice Tandem Thrust 97, en Australie. Il rentre à son port d'attache le 2 mai. 

## Fin de carrière

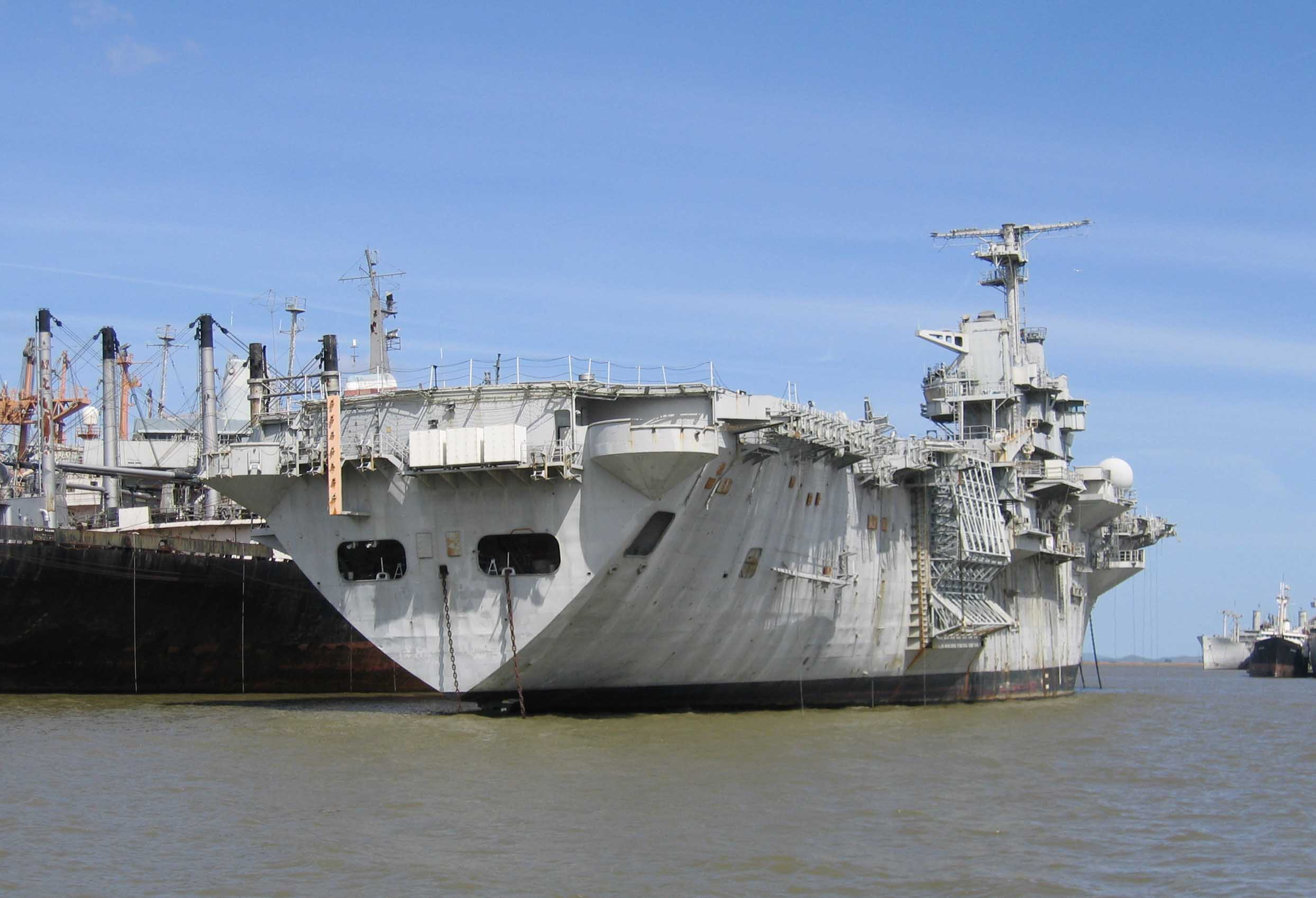
L'USS New Orleans en réserve à Martinez, en Californie (26 mars 2006).

L'USS New Orleans est retiré du service et mis en réserve à San Diego en octobre 1997. Il reçut les décorations suivantes : Navy Unit Commendation, quatre Battle Effectiveness Award (en), Meritorious Unit Commendation, Navy Expeditionary Medal, Armed Forces Expeditionary Medal, Southwest Asia Campaign Medal (en), Vietnam Service Medal et la Kuwait Liberation Medal (en). 
Il est ensuite confiés aux bons soins de la MARAD qui l'envoie passer ses derniers jours au sein de la National Reserve Fleet de Suisun Bay, en Californie.
Après de longues années en réserve, son sort est scellé en 2006. Le projet de le conserver comme musée à Long Beach ayant échoué, il est décidé de l'utiliser comme cible lors d'un exercice de tir. Il est donc remorqué à Pearl Harbor pour préparer son dernier voyage.  

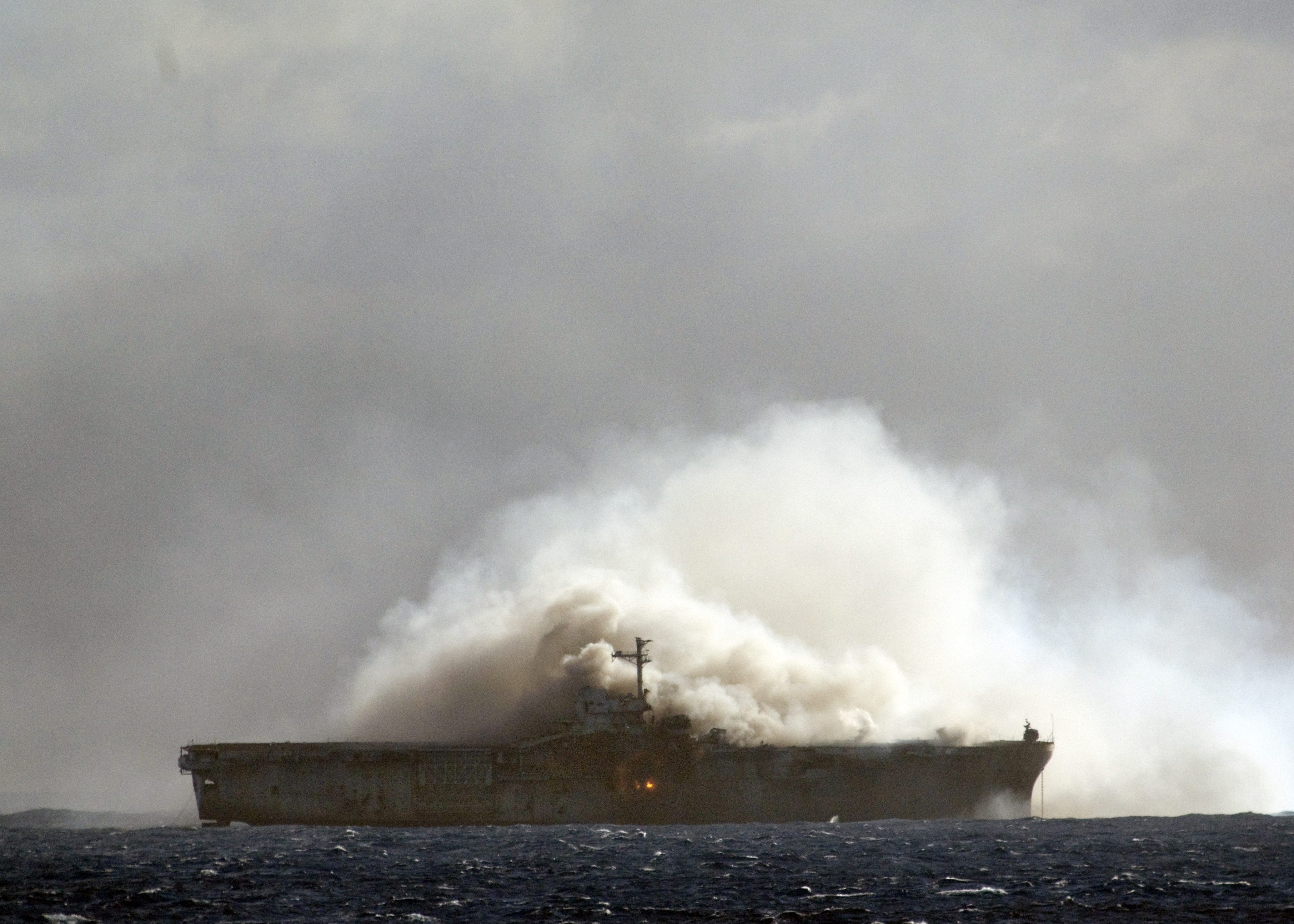
Le New Orleans en flamme lors de l'exercice SINKEX (10 juillet 2010).

En février 2008, changement de programme, le porte-hélicoptère est placé sur la liste des navires à démolir mais en juin 2010, il est finalement décidé de le couler comme cible au cours de l'exercice RIMPAC 2010 (Rim of the Pacific, exercice exécuté tous les deux ans dans le Pacifique depuis 1971 avec des pays riverains de cet océan).  
Le bâtiment est ainsi coulé le 10 juillet 2010 à 18 h 15 à 70 miles au nord-ouest de Kauai, après avoir essuyé cinq bombes guidés de 907 kg GBU-10 Paveway II, de plusieurs missiles Harpoon, des B-52 des 2nd Bomb Wing et 5th Bomb Wing, et des tirs d'artillerie navale des pays participants (États-Unis, Japon, Australie, Canada et France).